# Coppa d'Asia 2026 (calcio femminile)
La Coppa d'Asia femminile 2026, nota anche come 2026 AFC Women's Asian Cup, sarà la ventunesima edizione della massima competizione asiatica di calcio femminile, organizzata con cadenza quadriennale dalla Asian Football Confederation (AFC). Il torneo, al quale dalla scorsa edizione partecipano dodici nazionali, si disputerà in Australia dal 1° al 12 marzo 2026.
Il torneo avrà valenza anche di qualificazione al campionato mondiale di Brasile 2027 per l'ultima volta in quanto dall'edizione del 2031 AFC e FIFA hanno confermato la creazione di un apposito torneo di qualificazione continentale. Inoltre per la prima volta, il torneo fungerà anche da penultima fase di qualificazioni asiatiche per le Olimpiadi Los Angeles 2028, con le otto qualificate ai quarti di finale che accederanno al torneo di qualificazione olimpiche.. 

## Formato
Il torneo è composto di una fase a gironi e una successiva fase a eliminazione diretta. Le 12 squadre qualificate alla fase finale saranno sorteggiate in tre gironi composti da quattro squadre ciascuno. In ciascun girone le squadre si affrontano una volta, per un totale di 3 giornate. Passano alla fase a eliminazione diretta le prime due classificate di ciascun girone più le due migliori terze. Dai quarti di finale in poi le gare si disputano in partita secca a eliminazione diretta. 

## Stadi
Tutte le partite della manifestazione si disputeranno in cinque stadi in tre diverse città australiane, Gold Coast, Perth e Sydney. I cinque stadi selezionati sono stati ufficialmente confermati dell'AFC il 12 novembre 2024. 
| Sydney            | Sydney                  | Perth                   | Perth                   |
| ----------------- | ----------------------- | ----------------------- | ----------------------- |
| Stadium Australia | Western Sydney Stadium  | Perth Oval              | Perth Stadium           |
| Capacità: 82 000  | Capacità: 30 000        | Capacità: 20 500        | Capacità: 65 000        |
|                   |                         |                         |                         |
| Gold Coast        | Gold Coast Perth Sydney | Gold Coast Perth Sydney | Gold Coast Perth Sydney |
| Robina Stadium    | Gold Coast Perth Sydney | Gold Coast Perth Sydney | Gold Coast Perth Sydney |
| Capacità: 27 690  | Gold Coast Perth Sydney | Gold Coast Perth Sydney | Gold Coast Perth Sydney |
|                   | Gold Coast Perth Sydney | Gold Coast Perth Sydney | Gold Coast Perth Sydney |

## Qualificazioni
Al torneo sono ammesse direttamente senza passare attraverso le qualificazioni l'Australia, rappresentante del paese ospitante, e le nazionali classificatesi ai primi tre posti nell'edizione 2022, Cina, Corea del Sud e Giappone. Le restanti otto squadre sono ammesse attraverso le qualificazioni, che si sono svolte dal 23 giugno al 5 luglio 2025. 

## Squadre partecipanti
| Pr. | Squadra        | Data di qualificazione certa | Partecipante in quanto                                         | Ultima presenza |
| --- | -------------- | ---------------------------- | -------------------------------------------------------------- | --------------- |
| 1   | Australia      | 15 maggio 2024               | Rappresentativa della nazione organizzatrice della fase finale | India 2022      |
| 2   | Cina           | 18 dicembre 2024             | Campione dell'edizione 2022                                    | India 2022      |
| 3   | Corea del Sud  | 18 dicembre 2024             | Seconda nell'edizione 2022                                     | India 2022      |
| 4   | Giappone       | 18 dicembre 2024             | Terza nell'edizione 2022                                       | India 2022      |
| 5   | Bangladesh     | 2 luglio 2025                | Prima classificata nel girone C di qualificazione              | Esordiente      |
| 6   | Filippine      | 5 luglio 2025                | Prima classificata nel girone G di qualificazione              | India 2022      |
| 7   | Vietnam        | 5 luglio 2025                | Prima classificata nel girone E di qualificazione              | India 2022      |
| 8   | India          | 5 luglio 2025                | Prima classificata nel girone B di qualificazione              | India 2022      |
| 9   | Taipei cinese  | 5 luglio 2025                | Prima classificata nel girone D di qualificazione              | India 2022      |
| 10  | Corea del Nord | 5 luglio 2025                | Prima classificata nel girone H di qualificazione              | Cina 2010       |
| 11  | Uzbekistan     | 5 luglio 2025                | Prima classificata nel girone F di qualificazione              | Thailandia 2003 |
| 12  | Iran           | 19 luglio 2025               | Prima classificata nel girone A di qualificazione              | India 2022      |

## Fase a gruppi

### Gruppo A

#### Classifica
| Pos. | Squadra       | Pt | G | V | N | P | GF | GS | DR |
| ---- | ------------- | -- | - | - | - | - | -- | -- | -- |
| 1.   | Australia     | 0  | 0 | 0 | 0 | 0 | 0  | 0  | 0  |
| 2.   | Corea del Sud | 0  | 0 | 0 | 0 | 0 | 0  | 0  | 0  |
| 3.   | Iran          | 0  | 0 | 0 | 0 | 0 | 0  | 0  | 0  |
| 4.   | Filippine     | 0  | 0 | 0 | 0 | 0 | 0  | 0  | 0  |

#### Risultati
| Perth 1° marzo 2026, ore 17:00 UTC+8 | Australia | – | Filippine | Perth Stadium |

| Gold Coast 2 marzo 2026, ore 19:00 UTC+10 | Corea del Sud | – | Iran | Robina Stadium |

| Gold Coast 5 marzo 2026, ore 13:00 UTC+10 | Filippine | – | Corea del Sud | Robina Stadium |

| Gold Coast 5 marzo 2026, ore 19:00 UTC+10 | Iran | – | Australia | Robina Stadium |

| Gold Coast 8 marzo 2026, ore 19:00 UTC+10 | Iran | – | Filippine | Robina Stadium |

| Sydney 8 marzo 2026, ore 20:00 UTC+11 | Australia | – | Corea del Sud | Stadium Australia |

### Gruppo B

#### Classifica
| Pos. | Squadra        | Pt | G | V | N | P | GF | GS | DR |
| ---- | -------------- | -- | - | - | - | - | -- | -- | -- |
| 1.   | Corea del Nord | 0  | 0 | 0 | 0 | 0 | 0  | 0  | 0  |
| 2.   | Cina           | 0  | 0 | 0 | 0 | 0 | 0  | 0  | 0  |
| 3.   | Bangladesh     | 0  | 0 | 0 | 0 | 0 | 0  | 0  | 0  |
| 4.   | Uzbekistan     | 0  | 0 | 0 | 0 | 0 | 0  | 0  | 0  |

#### Risultati
| Sydney 3 marzo 2026, ore 13:00 UTC+11 | Corea del Nord | – | Uzbekistan | Western Sydney Stadium |

| Sydney 3 marzo 2026, ore 19:00 UTC+11 | Cina | – | Bangladesh | Western Sydney Stadium |

| Sydney 6 marzo 2026, ore 13:00 UTC+11 | Bangladesh | – | Corea del Nord | Western Sydney Stadium |

| Sydney 6 marzo 2026, ore 19:00 UTC+11 | Uzbekistan | – | Cina | Western Sydney Stadium |

| Perth 9 marzo 2026, ore 17:00 UTC+8 | Bangladesh | – | Uzbekistan | Perth Oval |

| Sydney 9 marzo 2026, ore 20:00 UTC+11 | Corea del Nord | – | Cina | Western Sydney Stadium |

### Gruppo C

#### Classifica
| Pos. | Squadra       | Pt | G | V | N | P | GF | GS | DR |
| ---- | ------------- | -- | - | - | - | - | -- | -- | -- |
| 1.   | Giappone      | 0  | 0 | 0 | 0 | 0 | 0  | 0  | 0  |
| 2.   | Vietnam       | 0  | 0 | 0 | 0 | 0 | 0  | 0  | 0  |
| 3.   | India         | 0  | 0 | 0 | 0 | 0 | 0  | 0  | 0  |
| 4.   | Taipei cinese | 0  | 0 | 0 | 0 | 0 | 0  | 0  | 0  |

#### Risultati
| Perth 4 marzo 2026, ore 13:00 UTC+8 | Giappone | – | Taipei cinese | Perth Oval |

| Perth 4 marzo 2026, ore 19:00 UTC+8 | Vietnam | – | India | Perth Oval |

| Perth 7 marzo 2026, ore 13:00 UTC+8 | Taipei cinese | – | Vietnam | Perth Oval |

| Perth 7 marzo 2026, ore 19:00 UTC+8 | India | – | Giappone | Perth Oval |

| Perth 10 marzo 2026, ore 17:00 UTC+8 | Giappone | – | Vietnam | Perth Oval |

| Sydney 10 marzo 2026, ore 20:00 UTC+11 | India | – | Taipei cinese | Western Sydney Stadium |

### Raffronto tra le terze classificate
Le prime due squadre si qualificheranno ai quarti di finale. 

#### Classifica
| Pos. | Squadra | Pt | G | V | N | P | GF | GS | DR |
| ---- | ------- | -- | - | - | - | - | -- | -- | -- |
| 1.   |         | 0  | 0 | 0 | 0 | 0 | 0  | 0  | 0  |
| 2.   |         | 0  | 0 | 0 | 0 | 0 | 0  | 0  | 0  |
| 3.   |         | 0  | 0 | 0 | 0 | 0 | 0  | 0  | 0  |

## Fase a eliminazione diretta

### Tabellone
|  | Quarti di finale | Quarti di finale | Quarti di finale |  |  | Semifinali | Semifinali | Semifinali |  |  | Finale | Finale | Finale |  |
|  |                  |                  |                  |  |  |            |            |            |  |  |        |        |        |  |
|  |                  |                  |                  |  |  |            |            |            |  |  |        |        |        |  |
|  |                  |                  |                  |  |  |            |            |            |  |  |        |        |        |  |
|  |                  |                  |                  |  |  |            |            |            |  |  |        |        |        |  |
|  |                  |                  |                  |  |  |            |            |            |  |  |        |        |        |  |
|  |                  |                  |                  |  |  |            |            |            |  |  |        |        |        |  |
|  |                  |                  |                  |  |  |            |            |            |  |  |        |        |        |  |
|  |                  |                  |                  |  |  |            |            |            |  |  |        |        |        |  |
|  |                  |                  |                  |  |  |            |            |            |  |  |        |        |        |  |
|  |                  |                  |                  |  |  |            |            |            |  |  |        |        |        |  |
|  |                  |                  |                  |  |  |            |            |            |  |  |        |        |        |  |
|  |                  |                  |                  |  |  |            |            |            |  |  |        |        |        |  |
|  |                  |                  |                  |  |  |            |            |            |  |  |        |        |        |  |
|  |                  |                  |                  |  |  |            |            |            |  |  |        |        |        |  |
|  |                  |                  |                  |  |  |            |            |            |  |  |        |        |        |  |
|  |                  |                  |                  |  |  |            |            |            |  |  |        |        |        |  |
|  |                  |                  |                  |  |  |            |            |            |  |  |        |        |        |  |
|  |                  |                  |                  |  |  |            |            |            |  |  |        |        |        |  |
|  |                  |                  |                  |  |  |            |            |            |  |  |        |        |        |  |
|  |                  |                  |                  |  |  |            |            |            |  |  |        |        |        |  |
|  |                  |                  |                  |  |  |            |            |            |  |  |        |        |        |  |
|  |                  |                  |                  |  |  |            |            |            |  |  |        |        |        |  |

### Quarti di finale
Le vincitrici dei quarti di finale si qualificano al campionato mondiale femminile di calcio 2027, le perdenti disputano il turno di ripescaggio.
| Perth 13 marzo 2026, ore 18:00 UTC+8 | non conosciuta | – | non conosciuta | Perth Oval |

| Perth 14 marzo 2026, ore 13:00 UTC+8 | non conosciuta | – | non conosciuta | Perth Oval |

| Sydney 14 marzo 2026, ore 13:00 UTC+11 | non conosciuta | – | non conosciuta | Stadium Australia |

| Sydney 15 marzo 2026, ore 16:00 UTC+11 | non conosciuta | – | non conosciuta | Stadium Australia |

### Ripescaggio
Le vincitrici si qualificano al campionato mondiale femminile di calcio 2027, le perdenti accedono ai play-off intercontinentali.
| Gold Coast 19 marzo 2026, ore 13:00 UTC+10 | non conosciuta | – | non conosciuta | Robina Stadium |

| Gold Coast 19 marzo 2026, ore 19:00 UTC+10 | non conosciuta | – | non conosciuta | Robina Stadium |

### Semifinali
| Perth 17 marzo 2026, ore 18:00 UTC+8 | non conosciuta | – | non conosciuta | Perth Stadium |

| Sydney 18 marzo 2026, ore 20:00 UTC+11 | non conosciuta | – | non conosciuta | Stadium Australia |

### Finale
| Sydney 21 marzo 2026, ore 20:00 UTC+11 | non conosciuta | – | non conosciuta | Stadium Australia |